# René Rangotte
Pas d'image ? Cliquez ici

a Compétitions nationales et continentales officielles uniquement.

René Rangotte, né le 20 juin 1914 à Ambialet (Tarn) et mort le 4 août 2003 à Villeneuve-lès-Avignon (Gard), est un joueur français de rugby à XV et de rugby à XIII, évoluant au poste de talonneur des années 1930 à 1950.
Originaire du Tarn, il pratique le rugby à XV et joue pour le club de l'U.S. Saint-Juérienne entre 1934 et 1937. Il demande sa mutation pour rejoindre le club d'Avignon le S.O. Avignon à partir de 1937. À la Libération, le club avignonnais décide de changer de code de rugby et s'engage au rugby à XIII, René Rangotte suit le club et pratique de 1944 à 1950 le rugby à XIII disputant notamment la finale perdue de la Coupe de France en 1947.

## Biographie
René Rangotte naît le 20 juin 1914 à Ambialet dans le département français du Tarn.
Il meurt le 4 août 2003 à Villeneuve-lès-Avignon dans le Gard.

## Palmarès

### Rugby à XIII
- Collectif :
  - Finaliste de la Coupe de France : 1947 (Avignon)